# Rue Brillat-Savarin
Pour les articles homonymes, voir Brillat-Savarin.
La rue Brillat-Savarin est une voie située dans le quartier de la Maison-Blanche du 13e arrondissement de Paris.

## Situation et accès
La rue Brillat-Savarin, longue de presqu'un kilomètre et orientée est-ouest, relie la rue des Peupliers aux rues Henri-Becque et Boussingault dans le 13e arrondissement de Paris.
Elle est desservie à proximité par la ligne 3a du tramway d'Île-de-France.

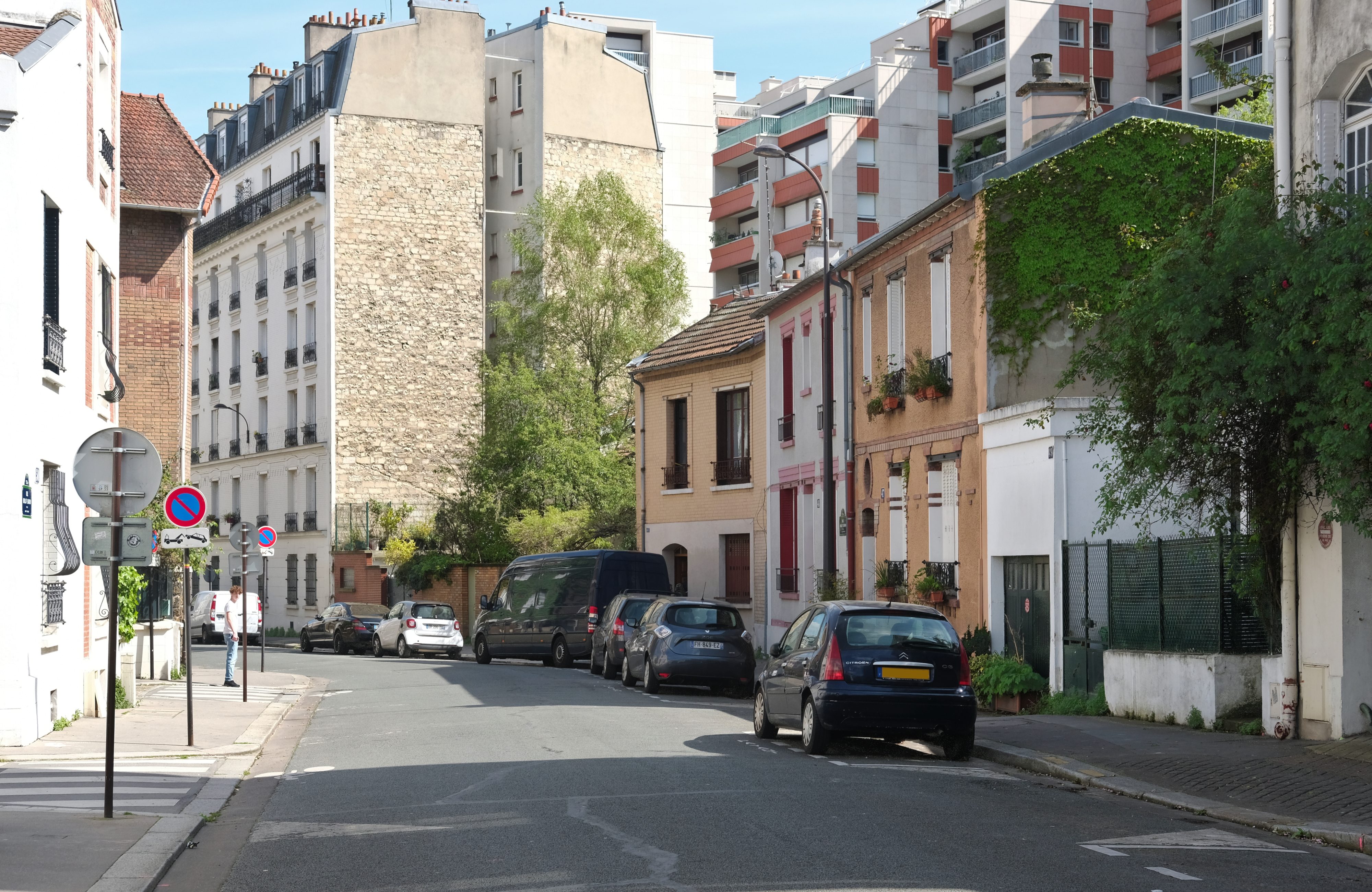
La rue vue en direction de la place de Rungis.
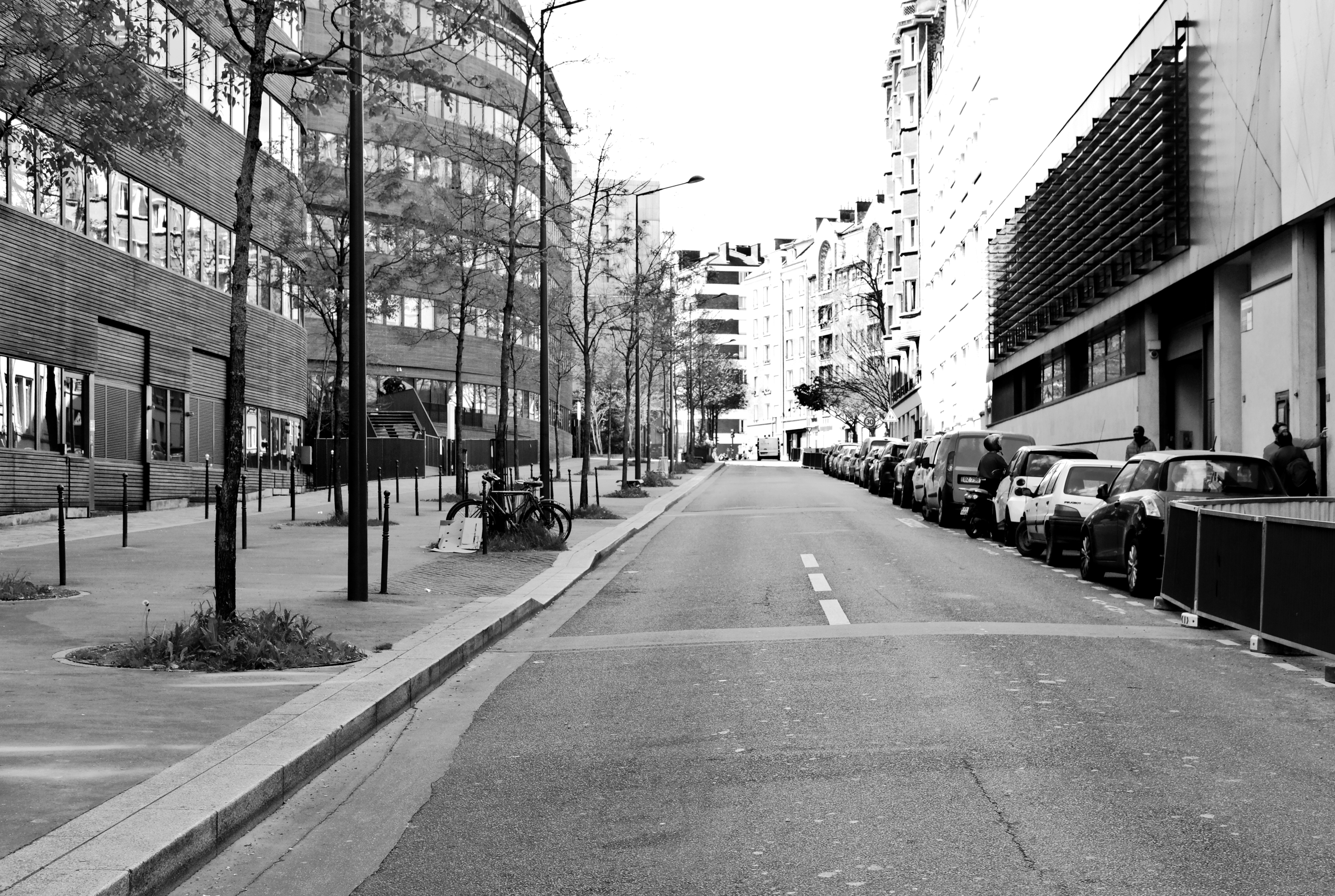
La rue à proximité de la rue des Peupliers.

## Origine du nom
Elle porte le nom de Jean Anthelme Brillat-Savarin (1755-1826), personnalité politique et magistrat, connu comme gastronome et critique culinaire .

## Historique
Cette voie est indiquée sur le plan de Roussel de 1730 comme ancienne partie de la « rue du Pot-au-Lait » (d’après le nom d’une vieille enseigne Pierrette ou le Pot au lait), de la « rue du Petit-Gentilly » et de la « rue du Grand-Gentilly » de la commune de Gentilly.
Elle est rattachée à la voirie de Paris en 1863 et prend par arrêté municipal du 28 décembre 1894 le nom de « rue Brillat-Savarin ».

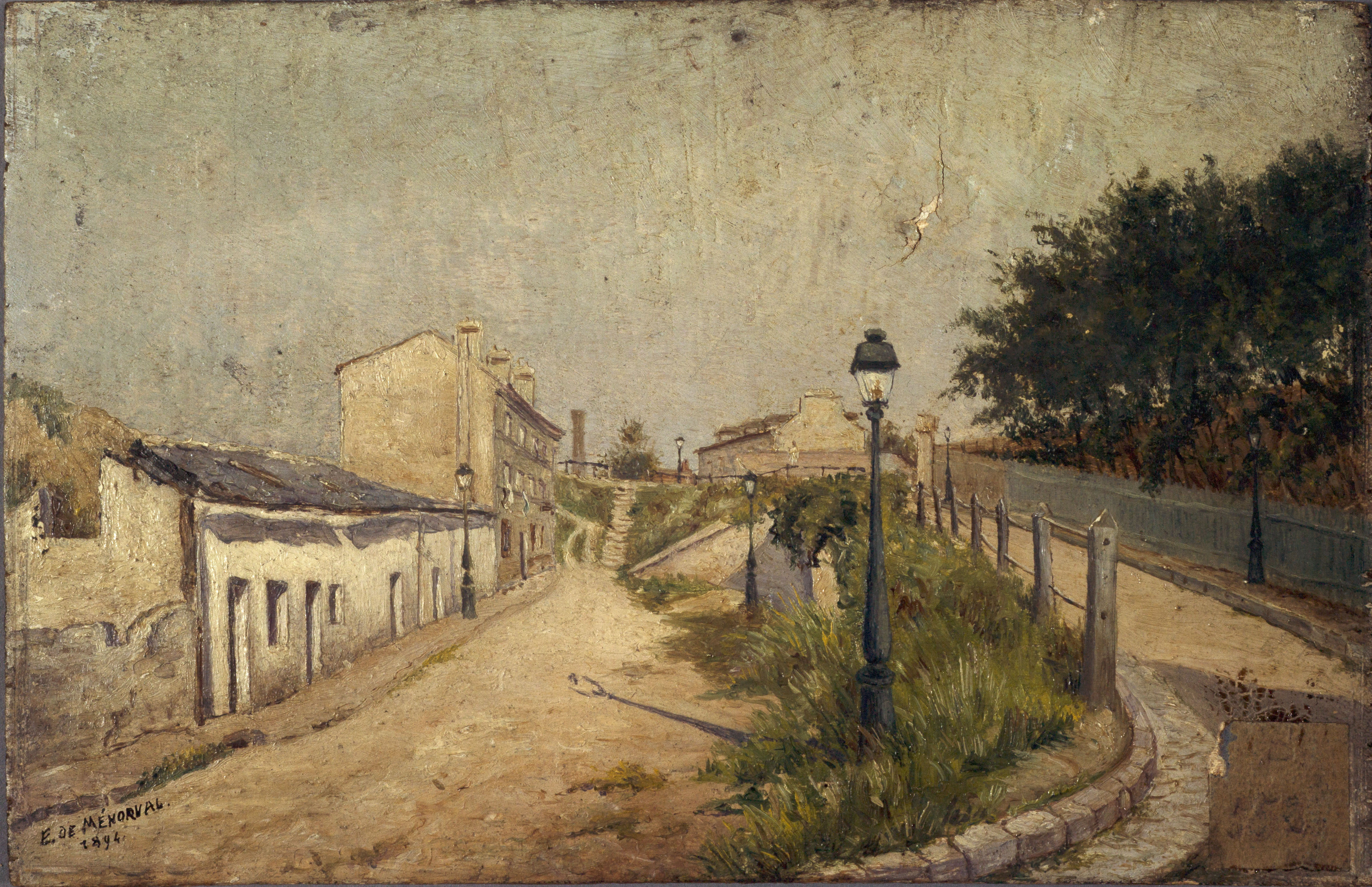
La rue du Pot-au-Lait en 1894 (Eugène de Ménorval - musée Carnavalet).

La rue du Pot-au-Lait était établie sur la rive gauche de la Bièvre morte (bras correspond au cours primitif de la rivière). L'espace compris entre la Bièvre morte et la Bièvre vive (bras vif artificiel légèrement surélevé) correspondant aux numéros impairs, cité florale, rue Vergniaud, rue Auguste-Lançon était une zone de prés submersibles et d'étangs. La partie de la Bièvre longeant la rue fut couverte en 1904, les riverains furent expropriés en 1894-1895 et la vallée remblayée. La rue Brillat-Savarin suit le tracé de l'ancienne rue du Pot-au-Lait à un niveau supérieur de 11 mètres.
Une partie de la voie délimite la ZAC Gare de Rungis.

## Bâtiments remarquables et lieux de mémoire
- No 49 : face à ce numéro, accès à la Cité florale, par la rue des Iris et de la rue des Liserons.
  - C'est également au no 49 de cette rue que se situe la maison habitée par la famille Laurent et que se déroule une grande partie de l'intrigue du film Caché (2005) de Michael Haneke. De longs plans fixes filment cette adresse précise.
- No 59 :  l’historien Fernand Braudel y eut son dernier domicile parisien, de 1970 à 1985[4].
- No 87 : école maternelle publique. À cet emplacement, une maison de plaisance ou un relais de chasse était souvent fréquenté par Henri IV. Ce roi se disait « Roi de France et de Gentilly »[5].
- Jardin Charles-Trenet ouvert en 2015.
- La rue longe la ligne de Petite Ceinture au-delà de la place de Rungis.

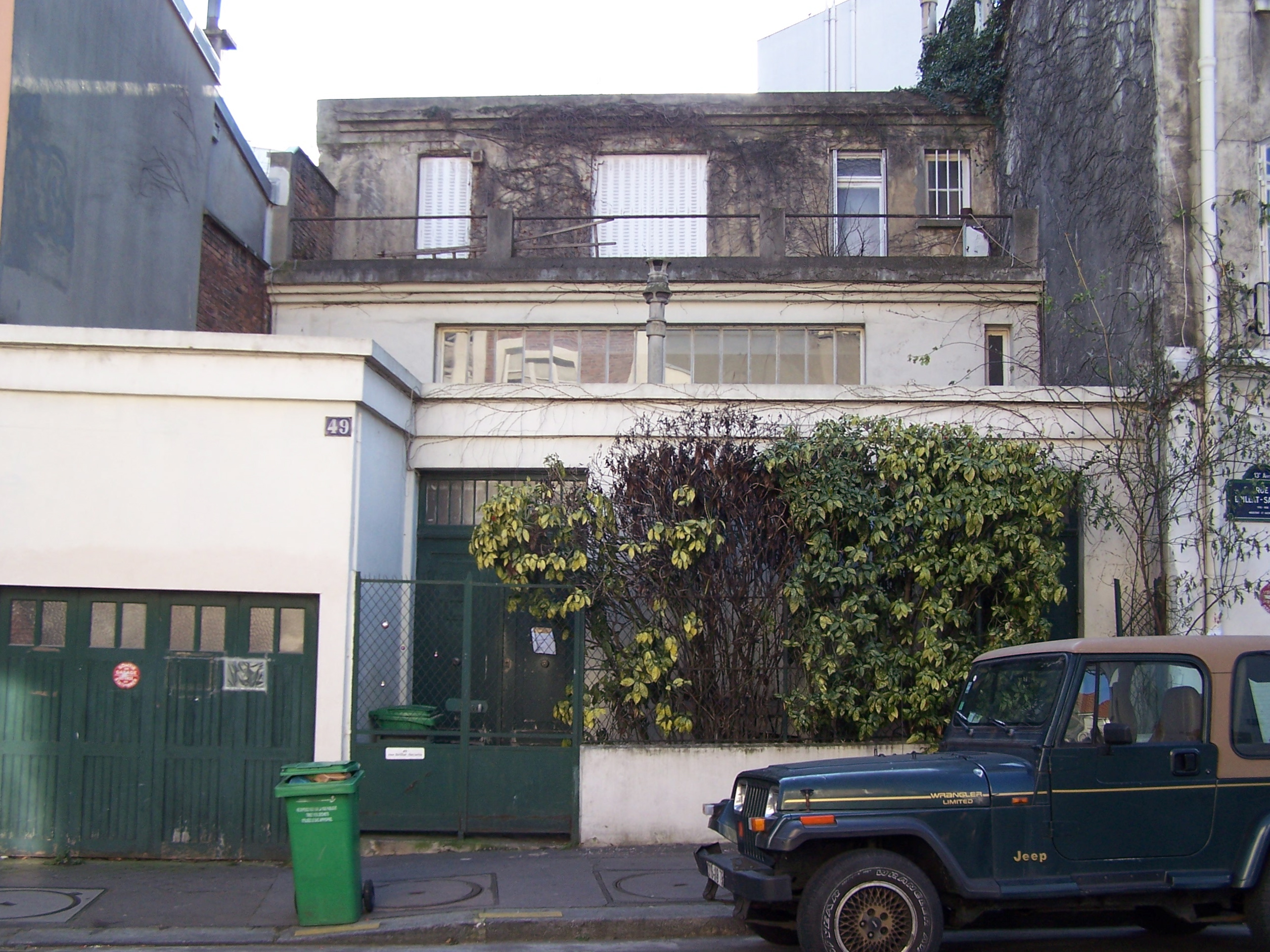
Le no 49 de la rue, au cœur de l'intrigue de Caché de Michael Haneke.
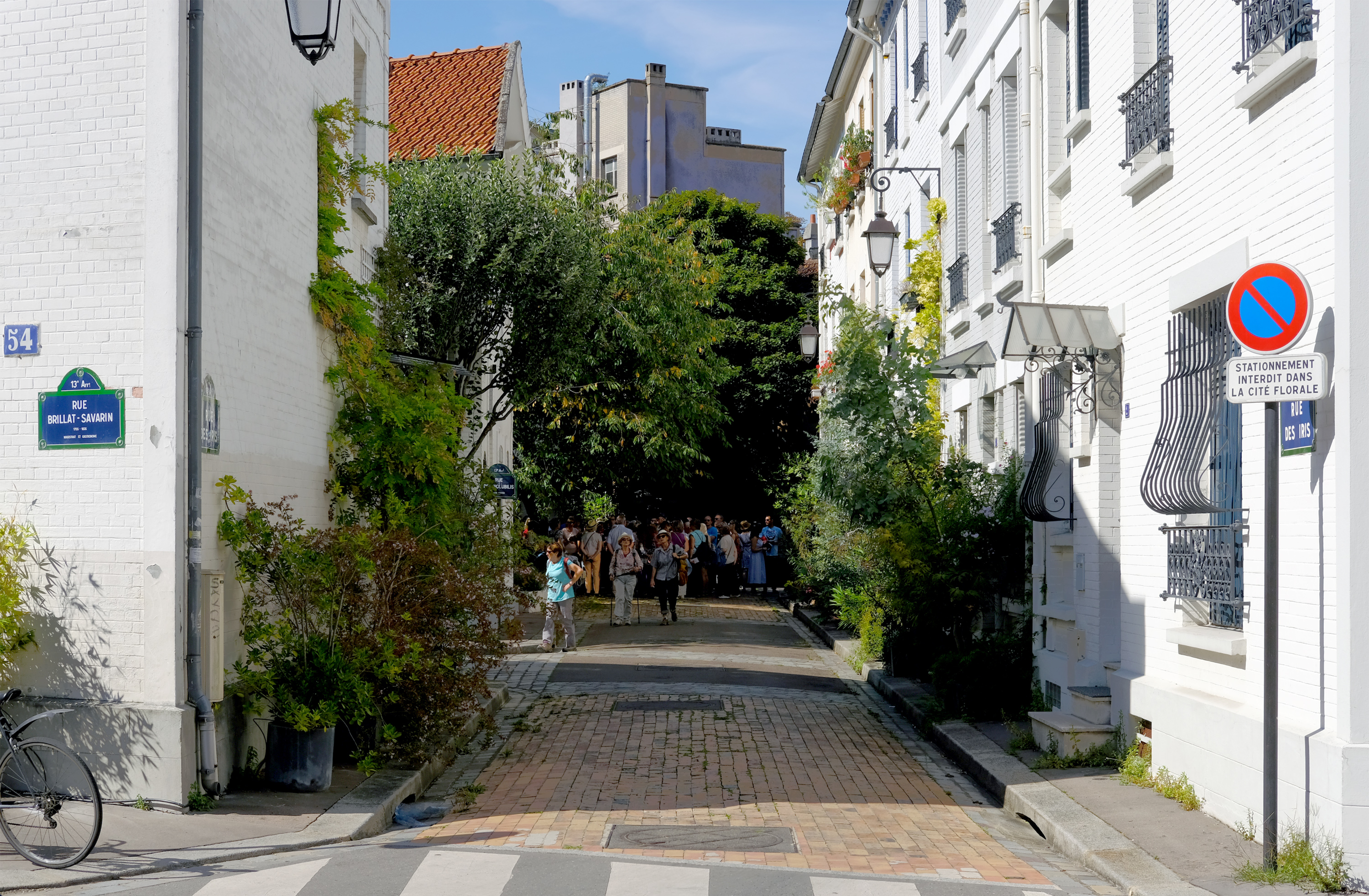
Une des entrées de la Cité florale.
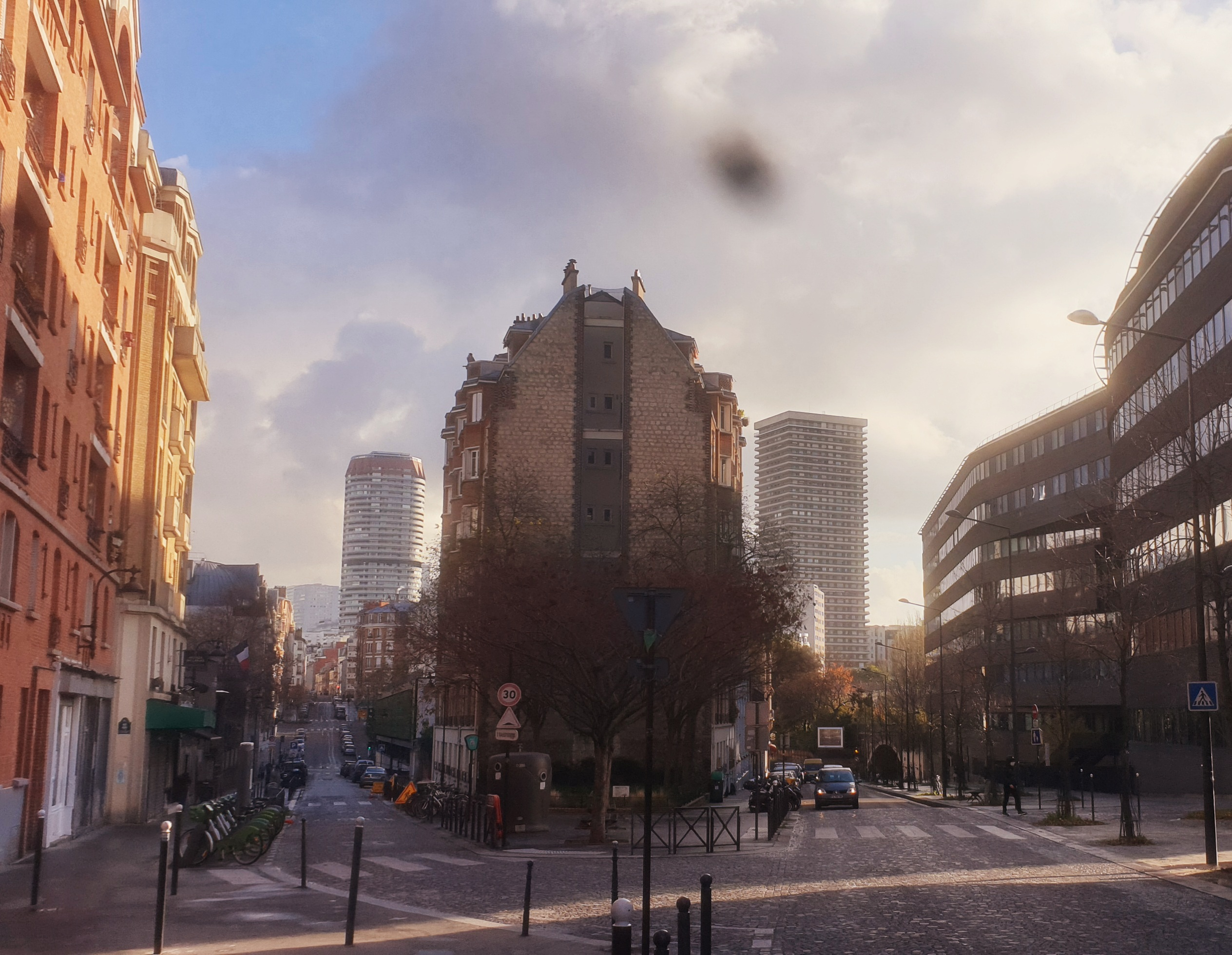
Vu vers l'est, à gauche la rue Küss
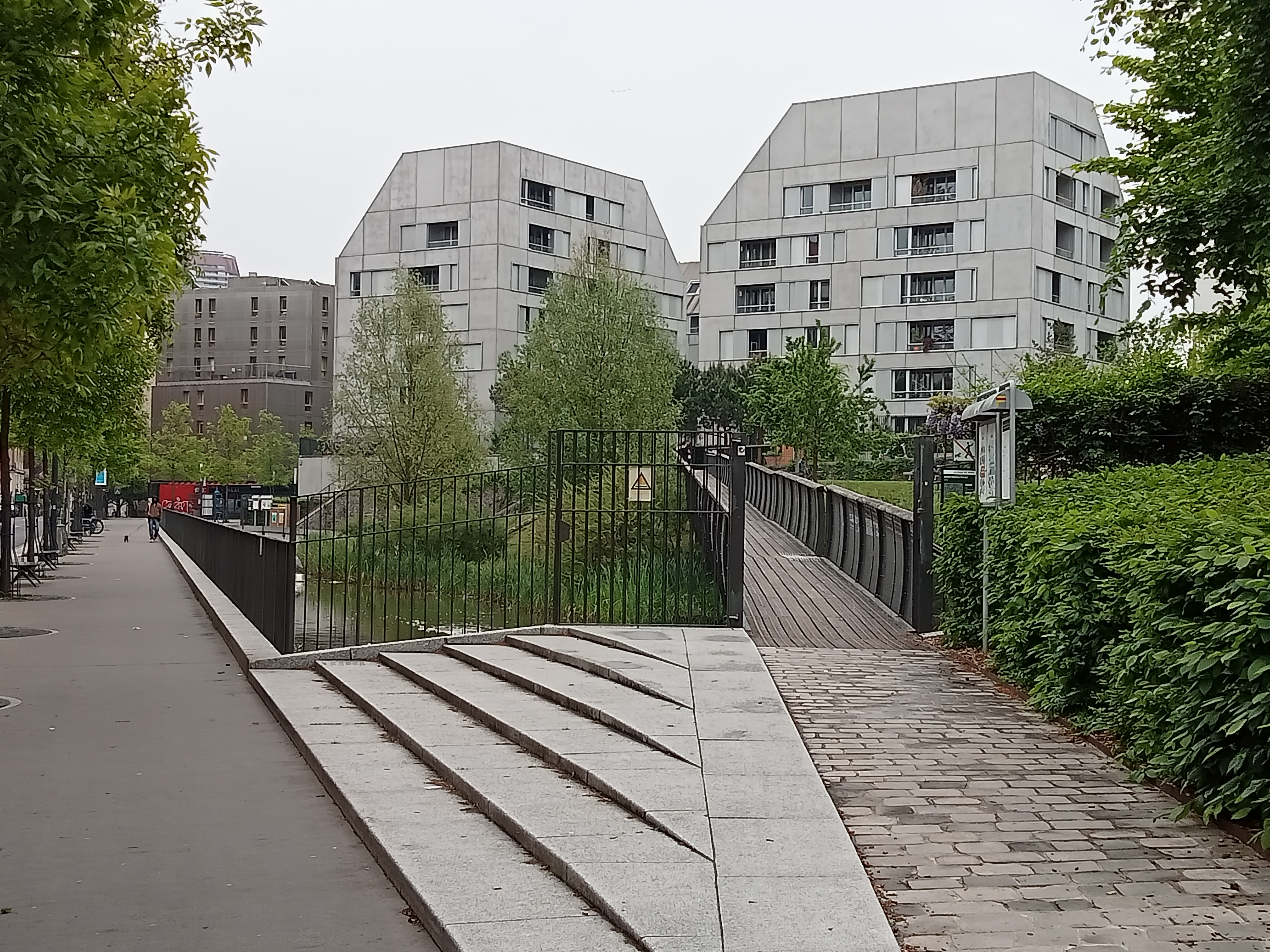
Entrée dans la rue du jardin Charles-Trenet.
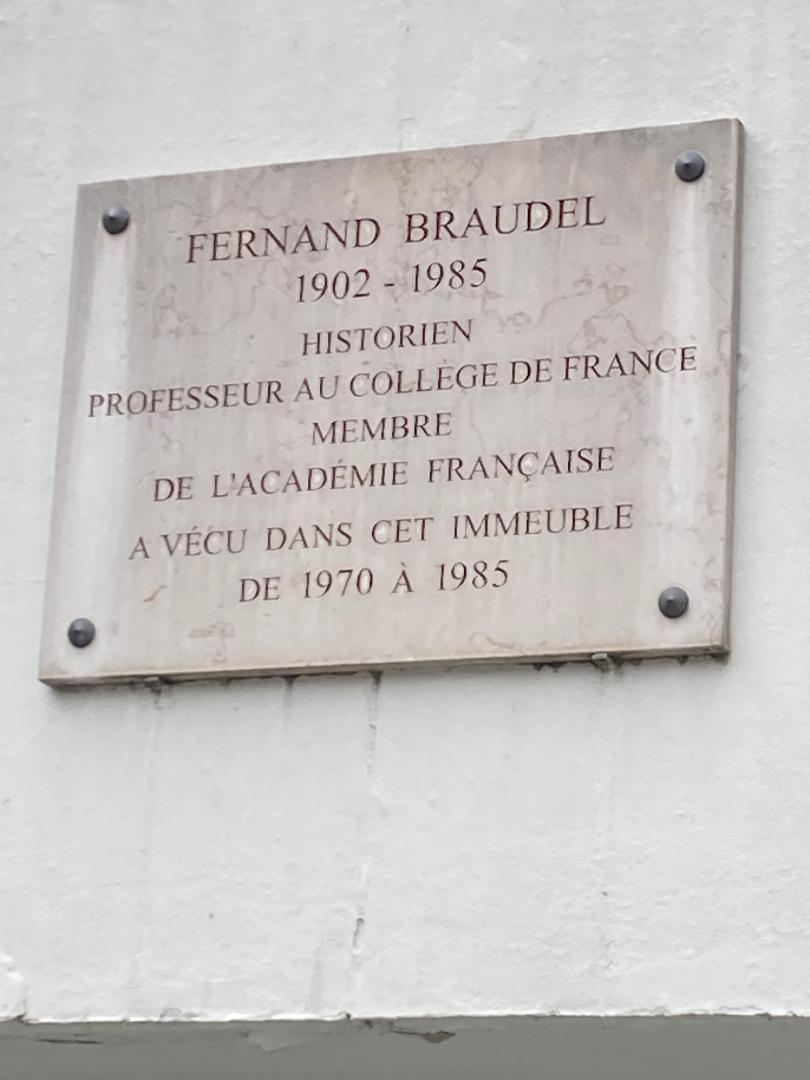
No 59, plaque en hommage à Fernand Braudel .

## Littérature
Huysmans décrit la « rue du Pot-au-Lait », et ses environs, dans Le drageoir aux épices.